# Flucht

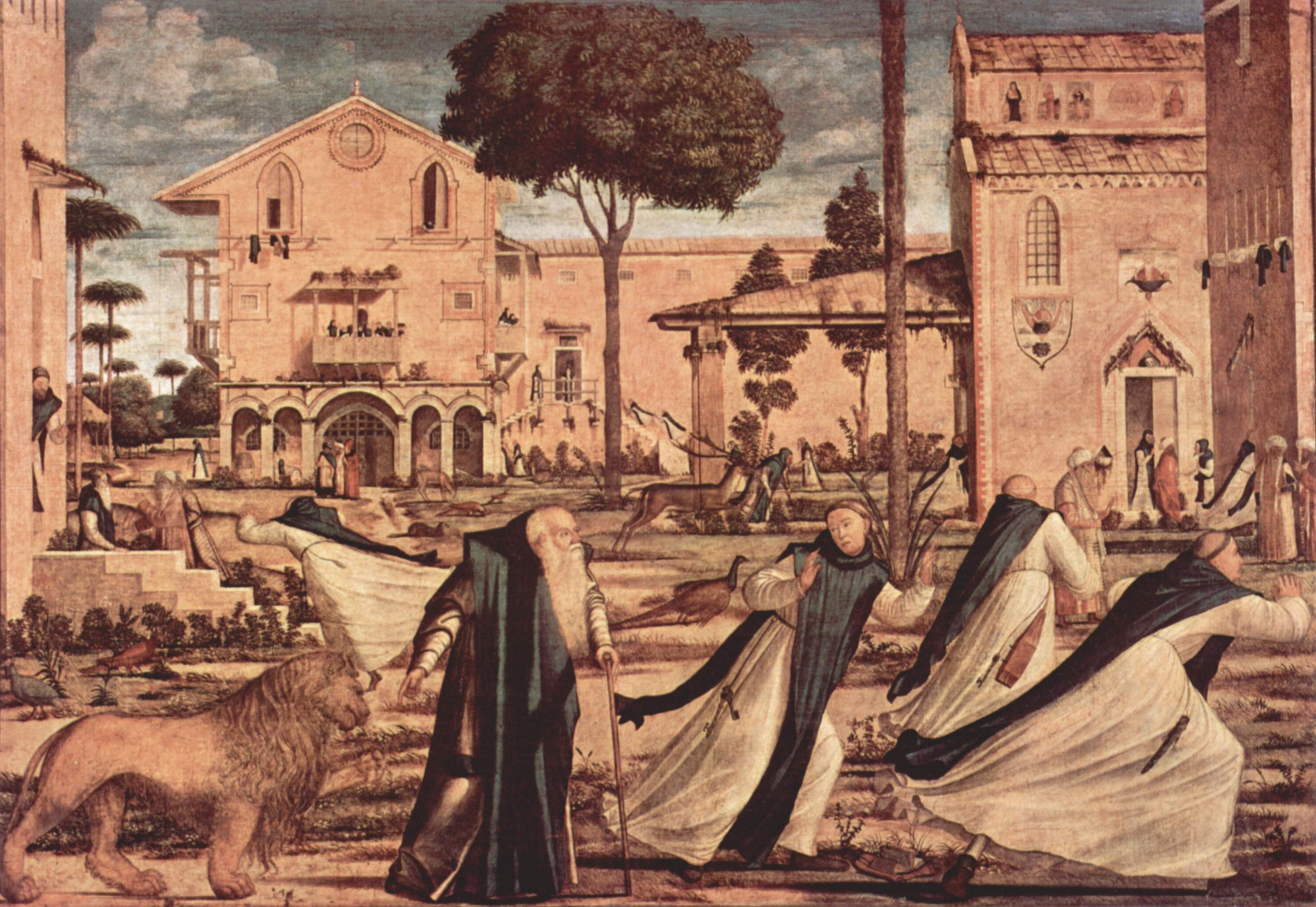
Der heilige Hieronymus mit dem Löwen im Kloster (Gemälde von Vittore Carpaccio, um 1505). Die Mönche erleben den Löwen als Gefahr und fliehen vor ihm.

Flucht bezeichnet allgemein eine Reaktion auf Gefahren, (existentielle) Bedrohungen oder als unzumutbar empfundene Situationen. Bei den Tieren gehört „Fluchtverhalten“ zum natürlichen Verhaltensrepertoire.
Beim Menschen ist die Flucht ein plötzliches und eiliges, manchmal auch heimliches Verlassen eines Aufenthaltsorts oder Landes. Die eilige Bewegung weg von der Bedrohung ist oft ziellos und ungeordnet, eine Flucht kann aber auch das gezielte Aufsuchen eines Zufluchtsorts sein. Im Allgemeinen werden Flüchtende als „Flüchtlinge“ bezeichnet.

## Erscheinungsformen

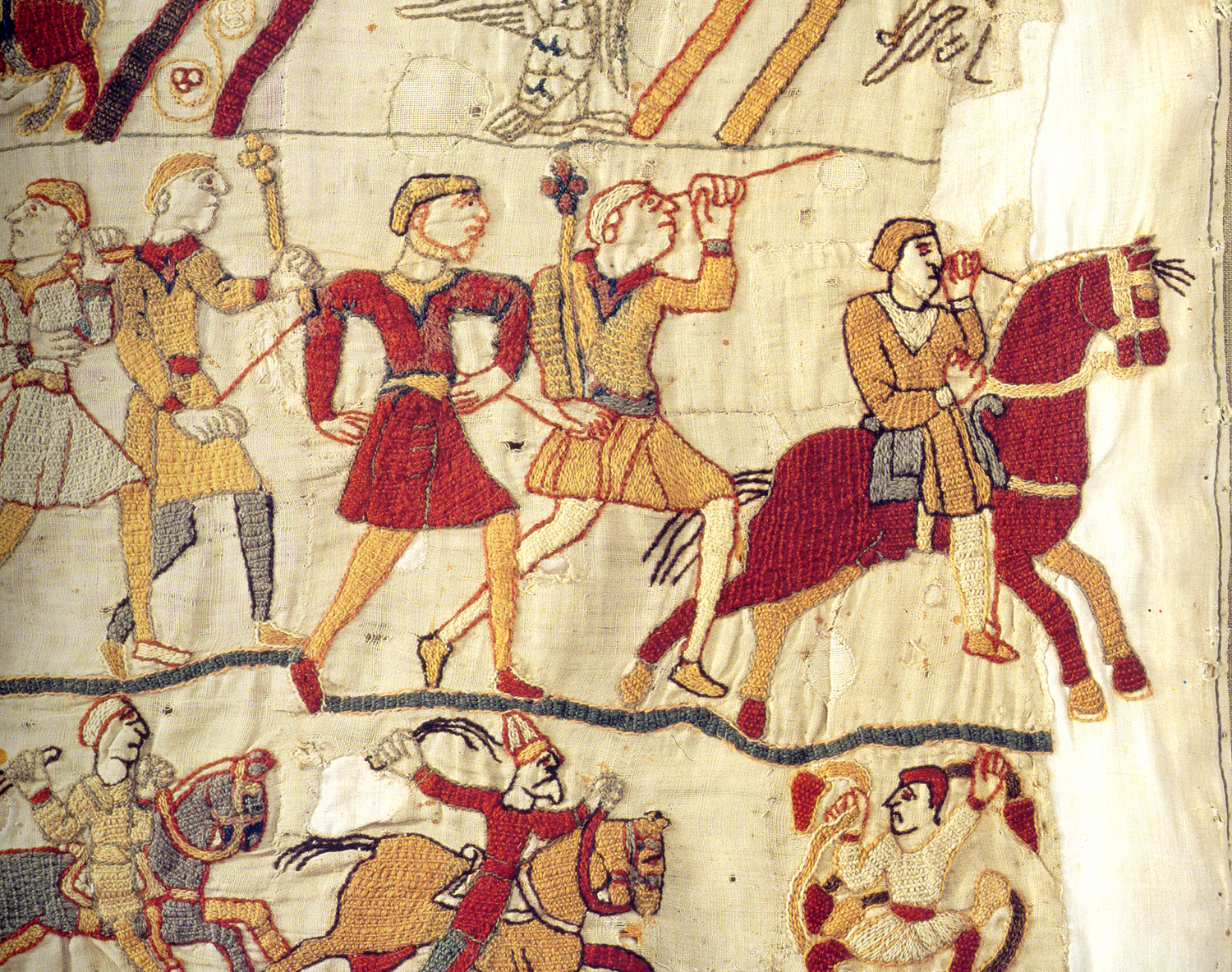
Flucht im Krieg: flüchtende angelsächsische Krieger nach der Schlacht bei Hastings (Teppich von Bayeux)

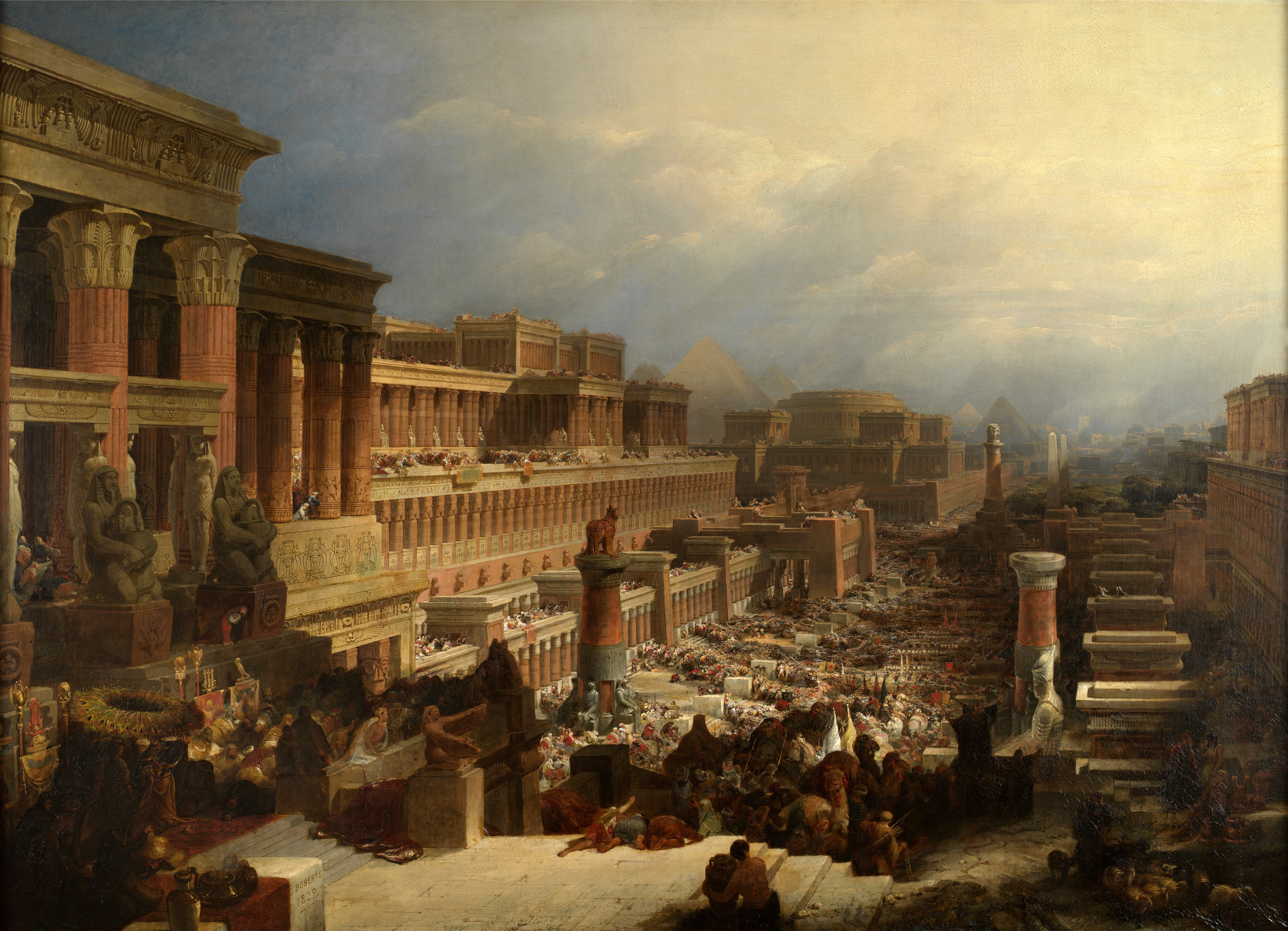
Massenflucht aus der Unterdrückung: Der Auszug der Israeliten aus Ägypten (Gemälde von David Roberts, 1830)

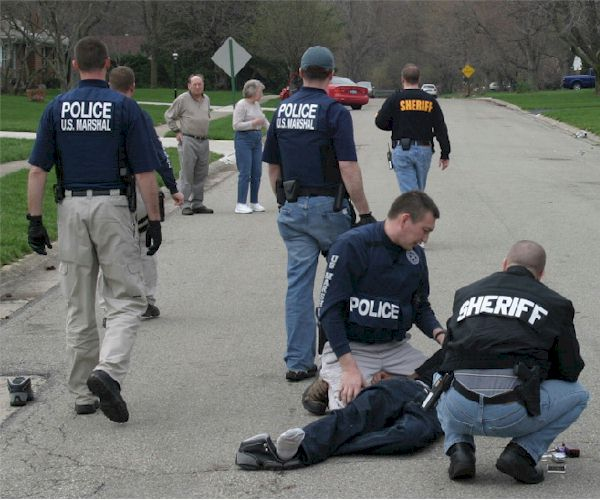
Festnahme durch Polizisten nach einer Flucht

### Flucht von Soldaten im Krieg
Im Krieg kann es zu einer Flucht kommen, wenn der Gegner die Verteidigung durchbricht und schnell vorrückt. Dann kann unter den angegriffenen Truppen Panik entstehen, und sie fliehen ungeordnet – im Gegensatz zu einem geordneten Rückzug.

### Flucht vor Gefahren oder Bedrohungen
Anlässe für die Flucht von Zivilpersonen können sein:
- Großunfälle (z. B. Atom-GAU) oder Chemiekatastrophen,
- Zwischen- oder innerstaatliche (-> Bürgerkrieg) gewalttätige Auseinandersetzungen oder Kriegshandlungen,
- Bedrohung, Diskriminierung[1] oder Verfolgung bestimmter Gruppen (z. B. aufgrund ihrer Zugehörigkeit zu einer Religion oder einer ethnischen Gruppe),
- Völkermord und Massaker, z. B. Völkermord in Ruanda oder Massaker von Srebrenica,
- Terrorismus,
- Naturkatastrophen (z. B. Vulkanausbruch oder Tsunami, Brand, Unwetter),[2]
- die globale Erwärmung mit dem Ansteigen der Meeresspiegel oder der Zunahme von Extremwetterereignissen (-> Umweltflüchtling)
- individuelle Verfolgung oder Bedrohung

Das Ziel der Flucht ist in allen Fällen, sich und/oder Angehörige bzw. Verwandte in Sicherheit zu bringen.
Eine individuelle Flucht vor einem Feind oder Angreifer oder einer anderen plötzlichen starken Bedrohung ist in der Regel ein überstürztes, oft planloses bis panisches Davonlaufen.

### Massenflucht
Von einer Massenflucht spricht man, wenn eine Vielzahl von Flüchtlingen aus einem Kriegs- oder Katastrophengebiet oder aus Furcht vor Massakern, Terroranschlägen oder politischer Verfolgung oder aufgrund unüberwindbarer Armut flüchten. Diese Menschen nennt man je nach Anlass auch Kriegs-, Katastrophen- oder Wirtschaftsflüchtlinge. Oft verstehen sie im Zufluchtsland die dortige Sprache nicht und bleiben aufgrund der Kommunikationsbarriere isoliert.
Exemplarisch für die Massenflucht ist die Vertreibung der indigenen christlichen Assyrer aus dem Zweistromland (Süd-Osttürkei/Turabdin, Nordirak, Ostsyrien sowie Westiran). Machten die Assyrer vor dem Jahre 1915 in Mesopotamien noch einen beachtlichen Teil der Bevölkerung aus, so ist ihr Anteil an der Bevölkerung heute verschwindend gering. Dies aufgrund des an ihnen begangenen Völkermordes sowie der Massenvertreibung.
Nicht immer genau kann die Massenflucht von der Vertreibung abgegrenzt werden, da Vertriebene von (feindlichen) Machthabern meist gewaltsam zum Verlassen ihres Heimatlandes gezwungen werden (z. B. die als Flucht aus Ägypten benannte Auswanderung der Israeliten). Flucht und Vertreibung sind oftmals Folgen innen- und außenpolitischer Konflikte, die es einem Teil der Bevölkerung unmöglich machen, im Heimatland zu bleiben (vgl. z. B. Flucht und Vertreibung der deutschen Bevölkerung aus den Ostgebieten zum Ende des Zweiten Weltkriegs, Flucht aus der Sowjetischen Besatzungszone und der DDR). Flucht und Vertreibung kann für die Betroffenen Anlass zu einer Beantragung von Asyl in den Zufluchtsstaaten sein.

### Flucht aus Unfreiheit oder Gefangenschaft
Von Flucht spricht man auch im Falle von Menschen, die einen Zustand der Unfreiheit durch Überwindung von Barrieren, Weggehen und zumindest zeitweisem Untertauchen zu beenden suchen, z. B. Sklaven oder Gefangene (siehe auch Gefängnisausbruch).

### Flucht in einen geschützten Raum
In Burganlagen, die den Schutz der Besatzung und der umliegenden Bevölkerung sicherstellen sollten, war der Bergfried ein besonders gesicherter Turm. Der umgangssprachliche Ausdruck türmen im Sinne von „fliehen“ hat damit jedoch nichts zu tun; er ist erst im 20. Jahrhundert nachweisbar und entstammt vermutlich der Gaunersprache.
Heute gibt es vergleichbare Einrichtungen wie Panikräume oder Schutzbunker. Fluchtwege und -treppen müssen aufgrund gesetzlicher Vorschriften als Rettungswege besonders ausgewiesen, gekennzeichnet und frei zugänglich sein; sie können zugleich von den Helfern benutzt werden, um schnellen Zugang zu den Betroffenen zwecks ihrer Evakuierung zu finden.
In westlichen Gesellschaften kann ein Frauen- bzw. Männerhaus aufgesucht werden, um Schutz vor Gewalt zu finden, etwa wenn Gefahr von einem Partner oder Familienmitglied ausgeht.

### Landflucht
Diese Begriffe beschreiben traditionell die Wanderung der Bevölkerung von ländlichen Regionen in die Städte.

### Weltflucht
Eine Flucht kann auch psychisch angelegt sein, als innere Abkehr von der Welt und ihrem Getriebe (sogenannte Weltflucht). Der innere Rückzug ist oft verbunden mit einem äußerlichen Rückzug in die soziale Isolation.

### Fluchtverhalten bei Tieren
Bei Tieren spricht man von Fluchtverhalten. Tiere, deren Verteidigungsstrategie gegenüber Fressfeinden hauptsächlich (z. B. Wildschwein) oder ausnahmslos aus Fluchtverhalten besteht (z. B. Pferd, Rotwild, Hase), werden Fluchttiere genannt. Eine Stampede ist eine instinktive Massenflucht von Tieren.

### Flucht aus wirtschaftlichen Erwägungen
Dem wirtschaftlichen Wohlstandsgefälle folgende Personen werden im allgemeinen Sprachgebrauch „Wirtschaftsflüchtlinge“ genannt.
Hierbei kann es sich durchaus auch um eine Flucht handeln, da die Person in ihrem derzeitigen Lebensraum eine so desolate Versorgungslage vorfindet, dass ein Überleben gefährdet ist. Beispiele wären Wasser- und Nahrungsmangel, fehlende ärztliche Versorgung u. Ä. Es treten aber auch „Fluchtbewegungen“ auf, die nicht durch Existenzbedrohung der Flüchtenden motiviert sind, sondern bei denen die Personen schlicht ein besseres Leben in vermeintlichem Wohlstand suchen.

## Rechtliche Bewertung

### Flucht von Häftlingen
Vergleichbar dem in Aussageverweigerungs- und Notwehrrechten verkörperten Selbstbehauptungs- und Selbstverteidigungsprivileg wird einem Gefangenen das der menschlichen Natur immanente, unauslöschbare Freiheitsstreben und der daraus resultierende existentielle Motivationsdruck als psychischer Ausnahmesituation in vielen Ländern strafrechtlich nicht vorgeworfen. Es ist allgemein nachvollziehbar, dass ein durchschnittlich belastbarer Häftling eine ihm sich bietende Fluchtchance nicht tatenlos verstreichen lässt und aus einem nicht hinreichend gesicherten Gefängnis ausbricht. Eine solche Handlung, die auf bloße Selbstbegünstigung gerichtet ist und kein anderes Rechtsgut verletzt, erscheint in einem Maße verständlich, dass eine diesbezügliche strafrechtliche Ahndung als nicht geboten empfunden wird. Daher ist das Ausbrechen aus Gefängnissen entgegen zumeist indifferenten Darstellungen in den Medien in vielen Staaten, so auch in Deutschland oder der Schweiz, nicht verboten. Zur Bestrafung einer Flucht kommt es dort nur, wenn dabei weitere Straftaten begangen werden (z. B. Sachbeschädigung, Körperverletzung). Diese nationalen Rechte üben Nachsicht gegenüber dem menschlichen Freiheitsdrang, der zu einer notstandsähnlichen Lage führt. Dass ein Gefangener zu fliehen versucht, wird zumeist als zu respektierende, natürliche Reaktion gesehen, deren Bestrafung mit einem an aufgeklärter Humanität orientierten, modernen Menschenbild nicht zu vereinbaren ist.

### Flucht von Kriegsgefangenen
Auch im Völkerrecht wird die Flucht als Folge des natürlichen Selbsterhaltungstriebes betrachtet und in gewisser Weise legitimiert. Deshalb dürfen nach Art 91 S. 2 des Genfer Abkommens über die Behandlung der Kriegsgefangenen solche Kriegsgefangene, denen die Flucht gelungen ist, die aber neuerdings in Gefangenschaft geraten sind, wegen ihrer früheren Flucht nicht bestraft werden. Dabei gilt nach Art. 91 S. 1 der Genfer Konvention eine Flucht eines Kriegsgefangenen als gelungen, wenn jener (1.) die bewaffneten Kräfte der Macht, von der er abhängt, oder einer verbündeten Macht erreicht hat oder (2.) wenn er das in der Gewalt des Gewahrsamsstaates oder einer mit ihm verbündeten Macht befindliche Gebiet verlassen hat oder (3.) wenn er ein der Macht, von der er abhängt, oder einer verbündeten Macht gehörendes, in den Territorialgewässern des Gewahrsamsstaates befindliches Schiff erreicht, vorausgesetzt, dass dieses Schiff nicht unter der Befehlsgewalt des Gewahrsamsstaates steht.
Darüber hinaus sollen Flucht oder Fluchtversuch, selbst im Wiederholungsfall, nicht als erschwerender Umstand betrachtet werden, wenn der Kriegsgefangene wegen eines während seiner Flucht oder seines Fluchtversuches begangenen Vergehens vor Gericht gestellt wird (Art. 93 S. 1). Außerdem dürfen Kriegsgefangene, die sich einzig und allein mit der Absicht, ihre Flucht zu erleichtern, eines Vergehens schuldig machen, ohne dabei gegen Personen Gewalt anzuwenden, wie etwa eines Vergehens gegen das öffentliche Eigentum, des Diebstahls ohne Bereicherungsabsicht, der Herstellung und Verwendung falscher Papiere, des Tragens von Zivilkleidern, nur disziplinarisch belangt werden (Art. 93 S. 2). Allerdings dürfen nach einem misslungenen Fluchtversuch gefasste Kriegsgefangene einer besonderen Aufsicht bei Wahrung ihrer körperlichen Gesundheit unterstellt werden (Art. 92).

### Flucht von Schuldnern
Hat ein Schuldner die Flucht ergriffen, um sich seinen Verbindlichkeiten zu entziehen, so stellt dieses Verhalten nach schweizerischem Schuldbetreibungs- und Konkursrecht einen materiellen Konkursgrund dar, wenn die Flucht ins Ausland führt. Dasselbe Verhalten bildet zudem einen Arrestgrund.

## Rezeption

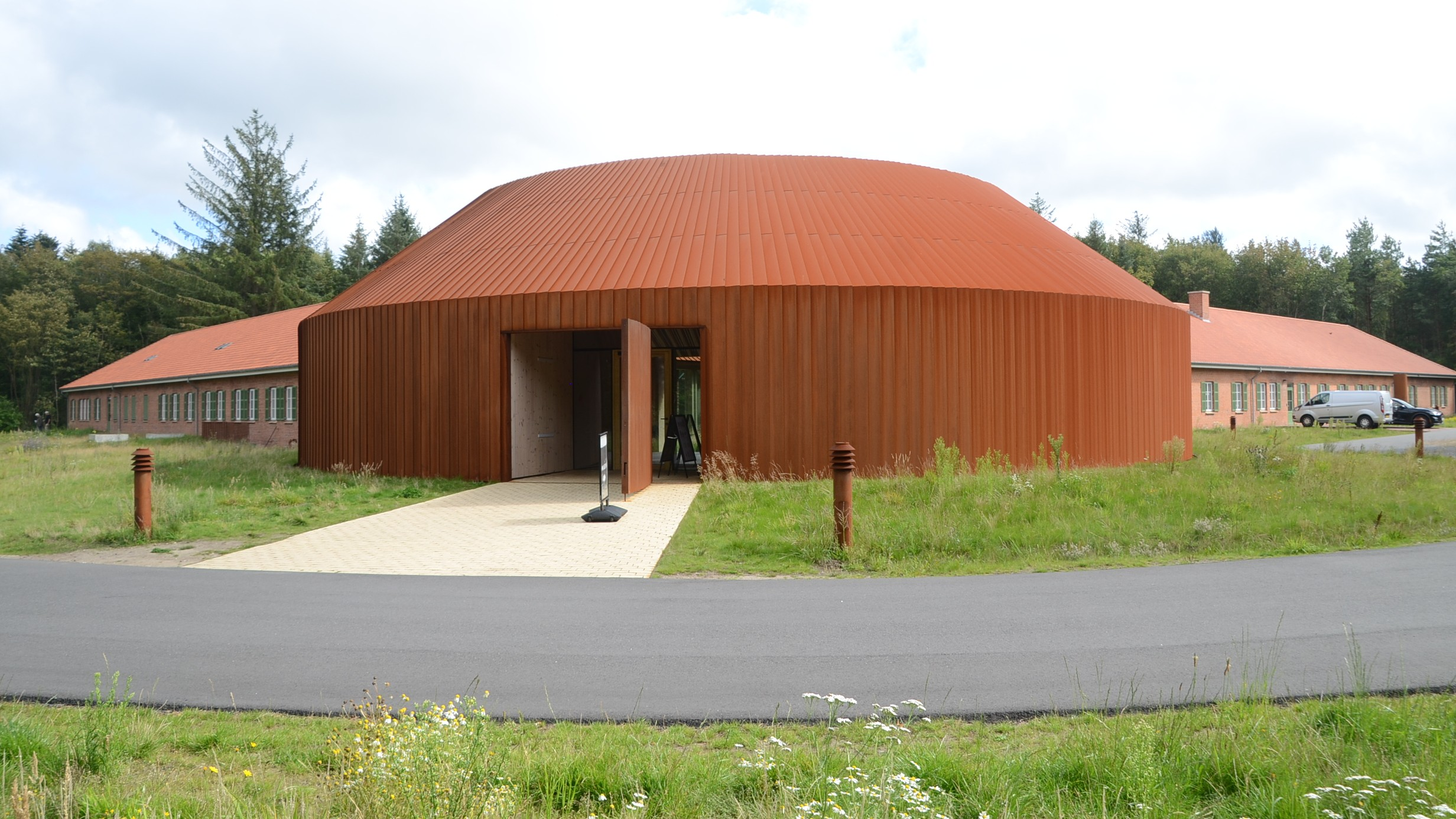
Der Eingang zum Museum Flugt in Oksbøl in Dänemark (August 2023)

In Oksbøl in Dänemark wurde Ende Juni 2022 ein nationales „Fluchtmuseum“ eröffnet, das Flugt – Refugee Museum of Denmark, „Dänemarks neues Museum für internationale Flüchtlingserzählungen“; es soll „die unbekannte Geschichte des größten Flüchtlingsstroms erzählen, den Dänemark je erlebt hat. Zugleich aber auch die Geschichte der vielen Flüchtlinge, die während der Nachkriegszeit [] ins Land gekommen sind. [Hier] sollen aus Zahlen Menschen werden. Wir wollen die universellen Problematiken, Gefühle und vielen Nuancen darstellen, die mit dem Leben auf der Flucht verbunden sind“.